# Dudley Hardy
Dudley Hardy, född 15 januari 1867, död 11 augusti 1922, var en brittisk tecknare och målare.
Efter studier i Düsseldorf och Antwerpen skapade sig Hardy vid slutet av 1880-talet ett namn i London genom en mängd tavlor, vilka med socialt patos skildrade nöden bland Londons proletärer. Som illustratör och affischtecknare var han mycket anlitad. På senare år ägnade han sig i sitt måleri främst åt religiösa motiv.